# Reino Huetar de Occidente

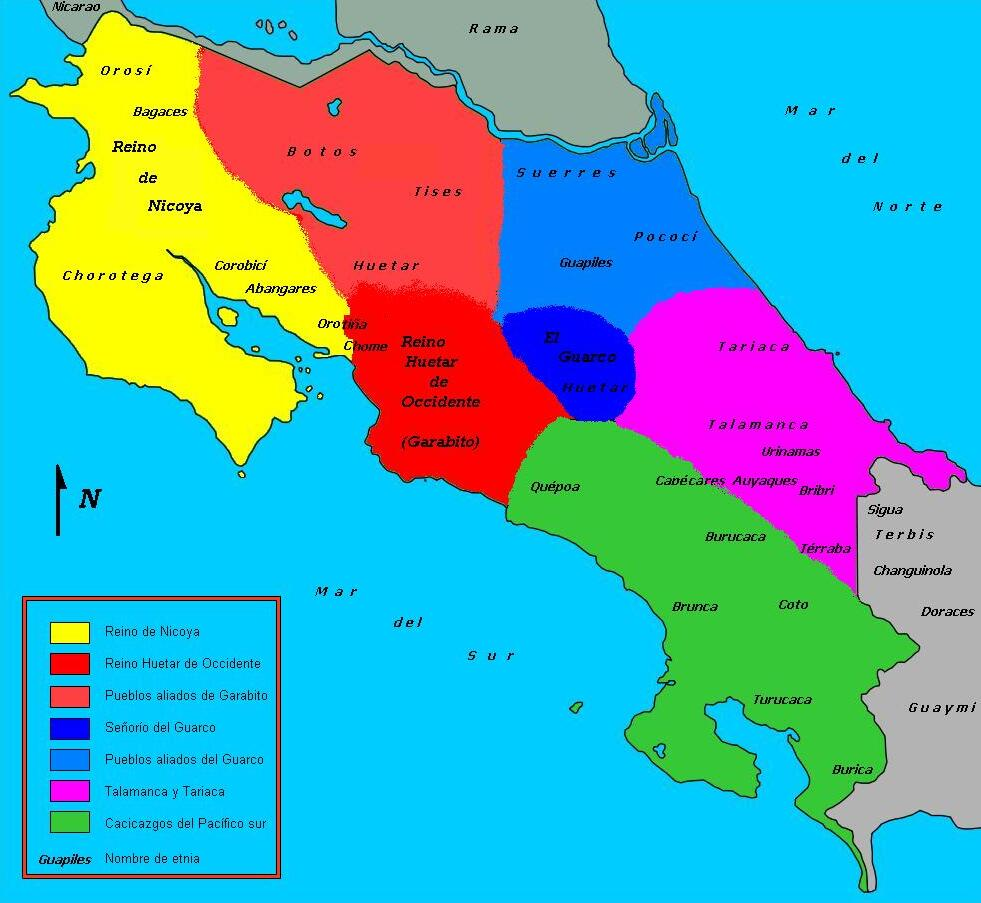
Mapa de las sociedades autóctonas costarricenses en el al arribo de los españoles. El Reino Huetar de Occidente está en rojo oscuro, mientras en rojo en general se muestran las posesiones del imperio de Garabito.

El Reino Huetar de Occidente, también llamado Señorío de Garabito, Reino de Garabito o Cacicazgo de Garabito, fue una nación amerindia ubicada en Costa Rica. Fue uno de los dos grandes reinos indígenas de la parte central del país, el otro estaba conformado por el Reino Huetar de Oriente o Señorío de El Guarco. Estaba conformado por una confederación de cacicazgos más pequeños, sujetos a la autoridad de caciques principales que rendían tributo a un cacique mayor. Se encontraba situado en el Valle Central de Costa Rica, abarcando desde la costa del Pacífico hasta la margen oeste del río Virilla, siguiendo la cuenca del río Grande de Tárcoles. En la época del arribo de los españoles a Costa Rica, en el siglo XVI, las principales poblaciones se encontraban ubicadas en los llanos de Esparza, Orotina y San Mateo, donde tenía su capital el rey Garabito, quien fuera el más importante caudillo huetar durante la conquista española, en un sitio conocido como el Valle de Coyoche, en las orillas del río Susubres, actual cantón de San Mateo. Al momento del contacto, el cercano Reino de los Botos, ubicado en las llanuras al norte de la Cordillera Volcánica Central, rendía tributo a los huetares de Occidente.